# Symmachia elinas
Symmachia elinas is een vlindersoort uit de familie van de prachtvlinders (Riodinidae), onderfamilie Riodininae.
Symmachia elinas werd in 1958 beschreven door Rebillard.